# Superficie di van der Waals

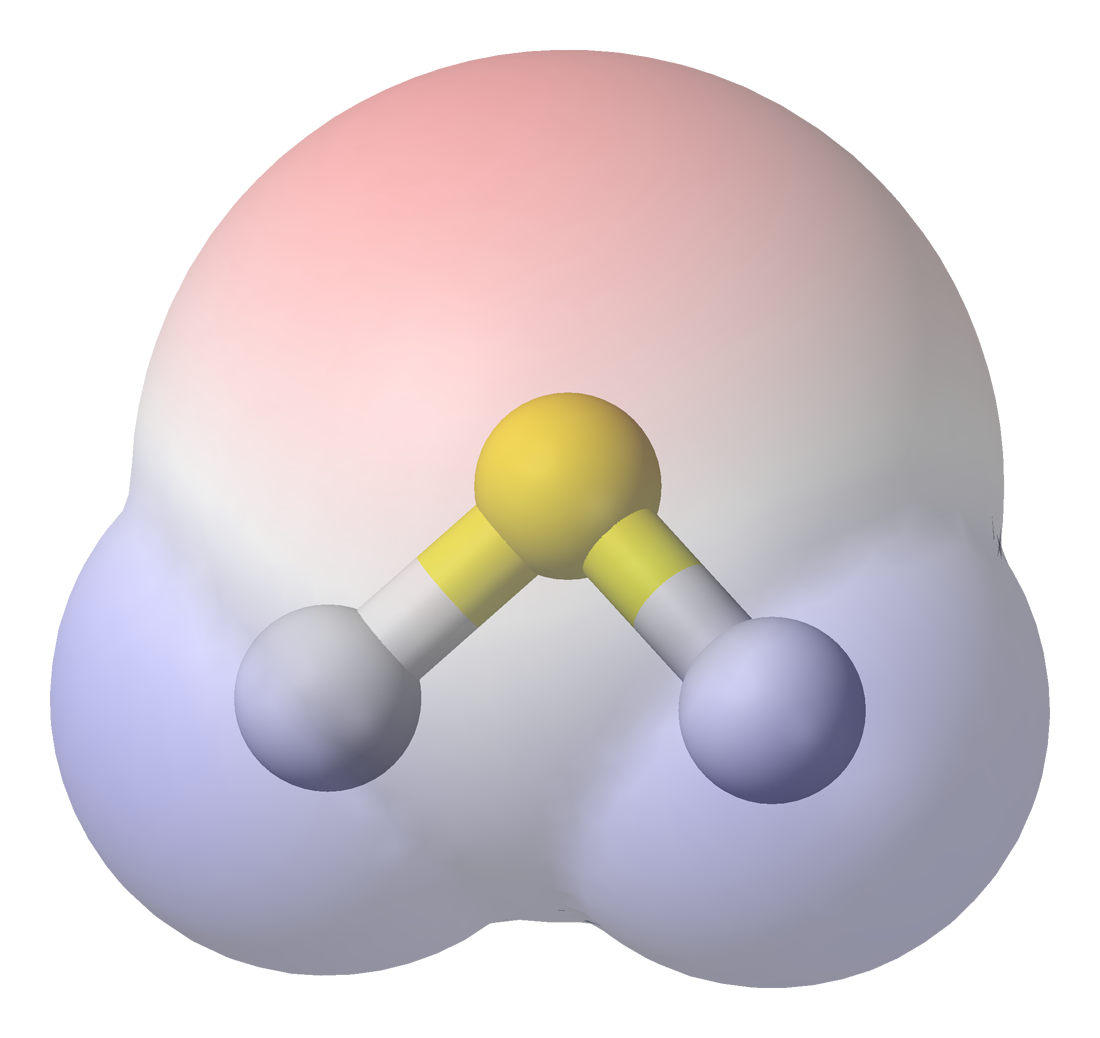
Superficie di van der Waals del solfuro di idrogeno. La diversa colorazione rispecchia la differente distribuzione di carica.

La superficie di van der Waals, dal nome del fisico olandese Johannes Diderik van der Waals, è la superficie ottenuta dalla sovrapposizione degli atomi che costituiscono una molecola rappresentandoli come sfere il cui raggio corrisponde al raggio di van der Waals. La superficie di van der Waals racchiude un volume definito volume molecolare.
Sia la superficie di van der Waals che il volume molecolare sono concetti astratti convenzionali, piuttosto che la reale superficie e volume di una molecola. 
I modelli a calotta possono essere utilizzati per rappresentare graficamente le superfici di van der Waals, se sono basati sui raggi di van der Waals.